# Rathaus Paderborn

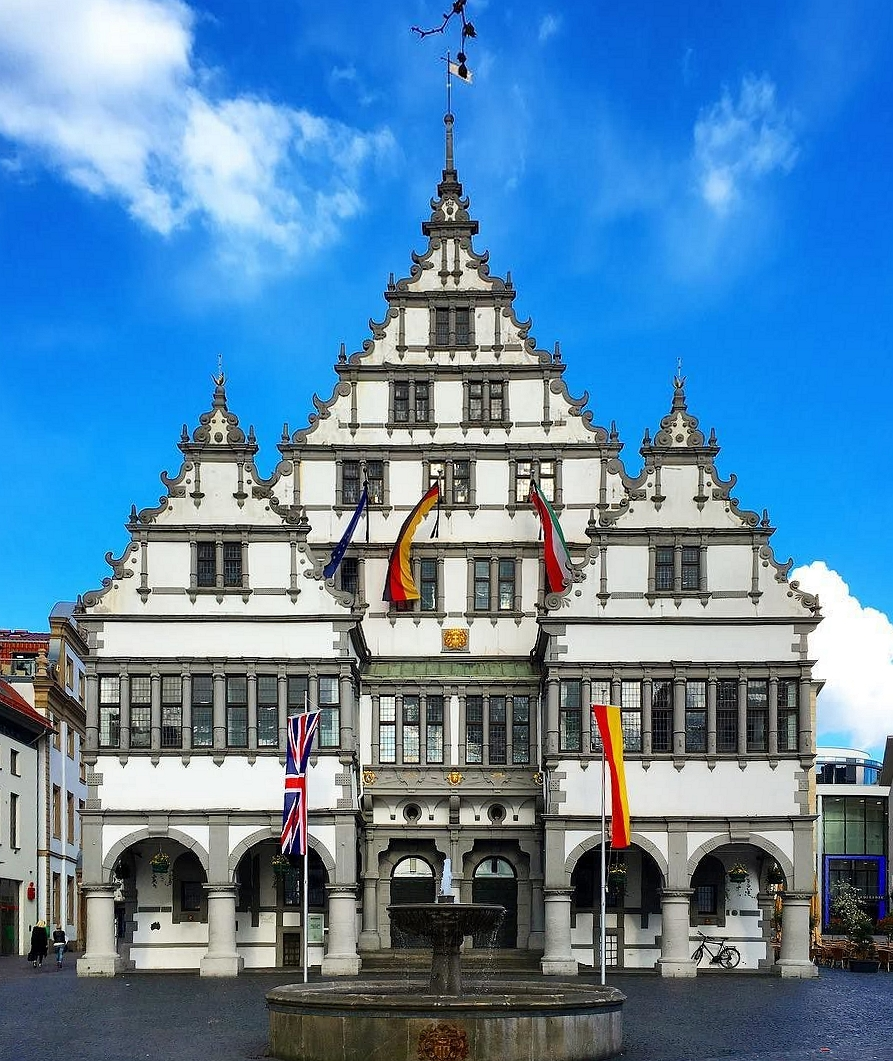
Das Rathaus im Jahr 2016

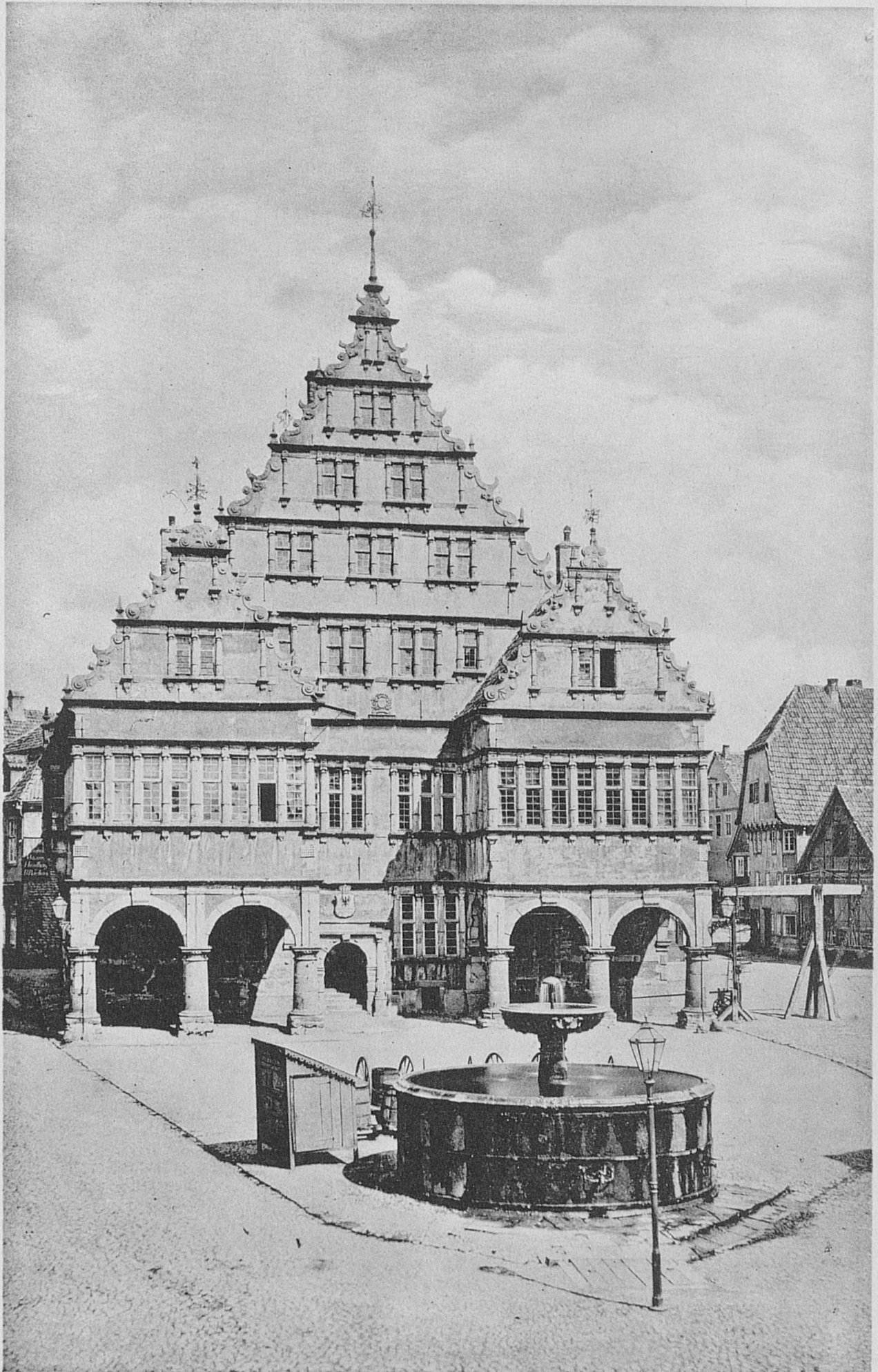
Das Rathaus vor dem Umbau 1871

Das historische Rathaus von Paderborn ist neben dem Hohen Dom eines der Wahrzeichen der Stadt Paderborn. Es wurde 1613–1620 durch Hermann Baumhauer als herausragendes Beispiel der Weserrenaissance auf Appell Fürstbischof Dietrich von Fürstenbergs in Auftrag des Stadtrates unter Einbeziehung eines Vorgängerbaus von 1473 errichtet. Der Bau zeigt die Prinzipien der Renaissance in Deutschland besonders prägnant: klare Disposition der Bauteile, Betonung der Fläche, linear-scharf eingeschnittene Fenster, die als Einzelelemente wirken und nicht wie später im Barock in eine große Gesamtbewegung einbezogen werden. In der Gestaltung der Erdgeschossarkaden werden sogar die italienischen Vorbilder aus Florenz deutlich sichtbar.

## Lage
Das Rathaus befindet sich am Rathausplatz im südlichen Teil der Innenstadt, mittig in der Paderborner Fußgängerzone. Der heutige Rathausplatz befand sich in Mittelalter und früher Neuzeit außerhalb der damaligen Domimmunität, genauer zwischen der westlich in die Domburg führenden Straße (heute der Schildern) und der südlichen Umgebung des Dombezirks (heute Kamp). Nach Westen geht der Rathausplatz in den etwas größeren Marienplatz über, wo dem Rathaus mit Haus Heising der andere der bekanntesten originalen Renaissancebauten der Innenstadt in direkter Sichtweite diagonal gegenübersteht. Den Bereich vor dem Rathaus ziert ein Brunnenbecken, in Paderborn traditionell Kump genannt.

## Geschichte
Schon seit 1279 ist das Bestehen eines Rathauses in Paderborn nachgewiesen, spätestens seit dem 15. Jahrhundert auch an der heutigen Stelle. Der Vorgänger des aktuellen Rathausbaus stammt aus dem Jahr 1473. Zur Errichtung kam es, nachdem Fürstbischof Dietrich von Fürstenberg den Rat der Stadt zum Neubau aufforderte; der Landesherr hatte am schlechten Zustand des alten Rathauses in seiner Hauptstadt Anstoß genommen. Der Rat der Stadt beschloss daraufhin, den Baumeister Hermann Baumhauer aus Wewelsburg zu beauftragen, welcher 1613 gemeinsam mit dem Höxteraner Ratszimmermeister Peter Richel begann, das neue Rathaus zu errichten. Dabei wurde der Vorgängerbau (insbesondere im Kellerbereich und den Außenwänden des östlichen Trakts) in den Neubau integriert, während der aus dem Jahr 1506 stammende Dachstuhl, welcher ursprünglich in Nord-Süd-Richtung ausgerichtet war, in West-Ost-Stellung gedreht wurde. Weiter wurde die Breite des Gebäudes erweitert, indem das Dach mit langen Hölzern aufgeschoben wurde. Im Laufe des 18. Jahrhunderts kam es zwei Mal zu Erneuerungen am Gebäude: 1725/26 mussten an den Sandsteinelemente Erneuerungen vorgenommen werden; bei diesem Umbau entstand auch der große, die ganze Breite des Gebäudes einnehmende Ratssaal und das nördliche Seitenportal. 1779 kamen neue Fensterbänke dazu.
1870–1878 kam es zur Restaurierung des wieder verfallen zu drohenden historischen Rathauses, dabei wurde der Bau verändert. Verantwortlich war der Paderborner Architekt Rudolf Volmer, nach vier Jahren übernahm (aufgrund von Auseinandersetzungen zwischen Volmer und der Stadt) ein Zimmermeister namens Schafmeister. Der Großteil der Umbaumaßnahmen war zu diesem Zeitpunkt bereits abgeschlossen. Die Inschriften im Außen- und Innenbereich sind auch vor dem Hintergrund von Volmers Verärgerung über seinen Bauherrn zu betrachten.
Während der Novemberrevolution hat sich ein Arbeiter- und Soldatenrat im Rathaus niedergelassen. Eine mögliche Auseinandersetzung mit einem aus Kriegsrückkehrern bestehenden Freikorps, der sich Ende November 1918 mit kleinen Mörsern und Maschinengewehren vor dem Gebäude gegen die Revolutionäre in Stellung gebracht hatte, konnte rechtzeitig abgewendet werden. Im Zweiten Weltkrieg wurde das Rathaus 1945 fast vollständig zerstört und 1947–1958 wiedererrichtet. Zur Finanzierung des Innenausbaus wurde in Paderborn eigens eine Lotterie veranstaltet. Die komplett zerstörte Treppe wurde 1953 durch eine dreiläufige Stahlbetontreppe ersetzt. Auffällig ist bei dieser das 1954 eingefügte Geländer mit messingfarbenen Medaillons, weiten Eisenschlaufen und filigran unregelmäßigem Eisenwerk. Das Geländer wurde ebenso wie die Eingangstüren, die drei Glasschlifffenster zur Rückseite und die hölzerne Supraporte des großen Sitzungssaals von dem Paderborner Künstler Josefthomas Brinkschröder gestaltet.
Heute tagt im Gebäude der Rat der Stadt Paderborn. Ebenso befindet sich das Standesamt der Stadt im historischen Rathaus.

## Architektur

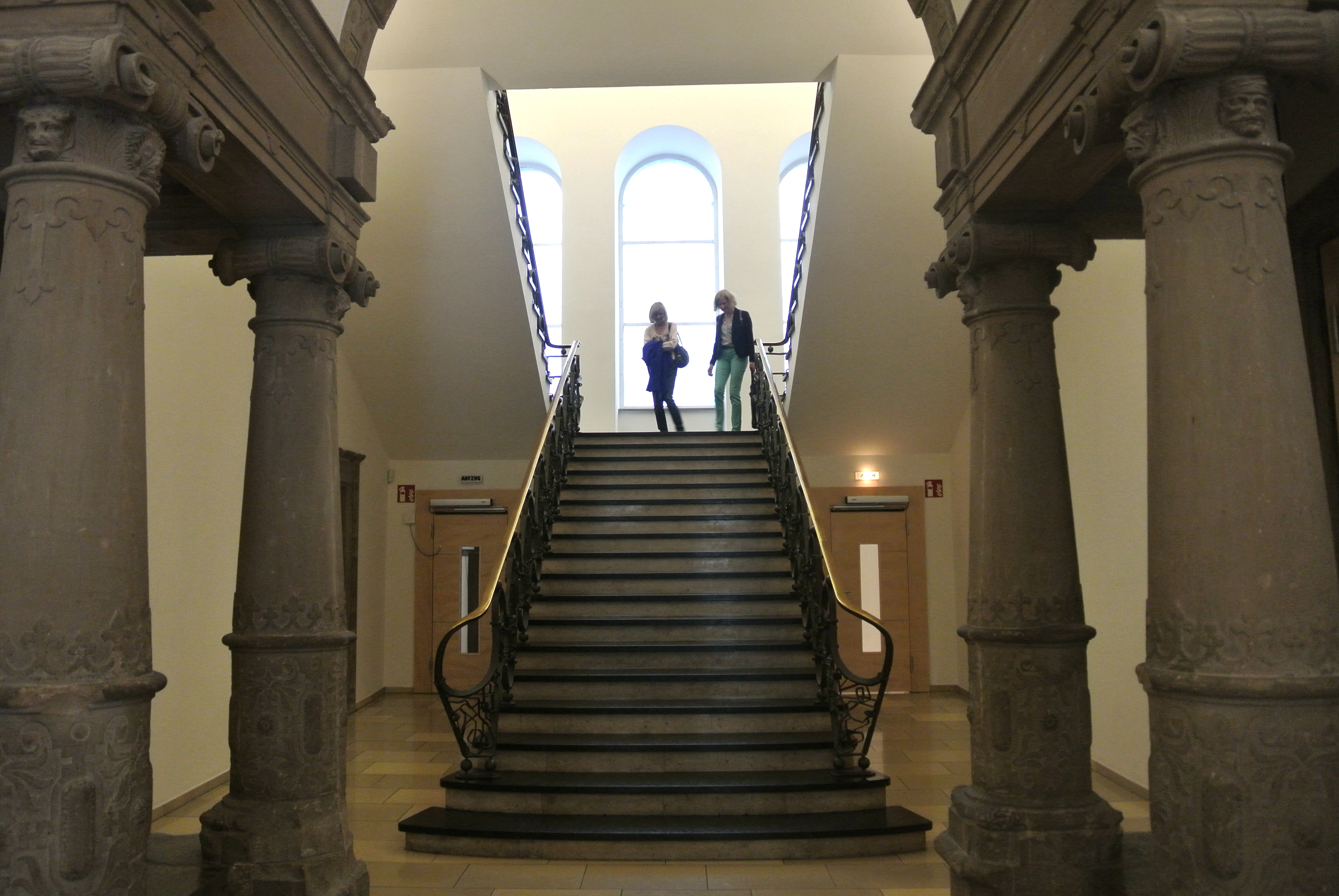
Innenansicht des Eingangsbereichs, mit Blick auf den Mittelteil der Treppe mit ihren markanten Geländern

Das historische Rathaus hat zwei volle Geschosse unter seinem ziegelgedeckten Satteldach. Es steht auf einem annähernd quadratischen Grundriss. Form des Grundrisses als auch die charakteristische Vorderansicht wird von den beiden massiven Ausluchten geprägt. Die Ausluchten bilden an der vorderen Westseite jeweils einen Teil der Außenseite und verfügen beide je über einen eigenen renaissancetypisch verzierten Giebel. Das Erscheinungsbild des Gebäudes wird durch seinen hellen Außenputz bestimmt, dessen helle Weißtöne durch dunklere Werksteinelemente gebrochen werden, welche die Fassade gliedern. Die äußeren Konturen der Giebel werden durch ornamentale Verzierungen (wie  Rosetten und gegenläufig geschwungene Voluten) betont. Von den einbindenden Gesimse stehen kleine Obeliske ab, welche die kennzeichnende, verzierte Silhouette der Giebelseite zusätzlich dekorieren.
Die Fenster sind alle (bis auf jene der Dachgauben) zu abgesetzten Bändern von unterschiedlicher Länge verbunden. Die Fensterreihen sind durch unverputzte ionische Säulen aus Werkstein geordnet. Das Zusammenspiel aus den Doppelfenstern des Giebelbereichs, Dreifachfenstern an den Seiten und den langen, jeweils acht Fenster umfassenden, Fensterreihen der Ausluchten verleiht dem allgemeinen Erscheinungsbild des Rathauses seine markante disziplinierte Klarheit in der Horizontalen.
In dem Bereich zwischen den Ausluchten findet sich das Brüstungsfeld, welches mit Konsolen und Beschlagwerk gestaltet ist. Auf ihm findet sich das Paderborner Stadtwappen, flankiert von preußischen Adlern und der Lateinischen Devise „CONCORDIA / RES PARVAE CRESCUNT // DISCORDIA / MAXIMAE DILABVNTVR“ (Eintracht lässt kleine Sachen wachsen – Zwietracht richtet die größten zu Grunde). Diese und andere Inschriften wurden bei der Restaurierung des Gebäudes im 19. Jahrhundert durch Architekt Rudolf Volmer angebracht. Weitere Inschriften lauten: „Pax vobiscum“ (Friede [sei] mit euch) und „Sie seynd darhinter“ auf der Nordseite, „Videant consvles“ und „Et lux luceat eis“ (und lass Licht auf sie leuchten) auf der Südseite. Im Innenraum finden sich „Ordnung hilft haushalten“ und „Höher man kreucht als man fleucht“, beide je auf einem der Türstürze zu den Seiteneingängen des Ratssaals. Die Auswahl der Devisen fand vor dem Hintergrund von heftigen Auseinandersetzungen zwischen Architekt Volmer und dem damaligen Paderborner Stadtrat statt, welche einen erheblichen Teil der Restaurierungsarbeiten begleiteten und schließlich in Volmers Entlassung mündeten. Weitere, eindeutiger bissige, Inschriften im Außen- und Innenbereich (z. B. „Boves Intrant, Oves Exeunt“ Als Ochsen gehen sie hinein, als Schafe kommen sie wieder heraus, über der Tür zum Sitzungssaal) sind in den Jahrzehnten nach der Restauration entfernt worden

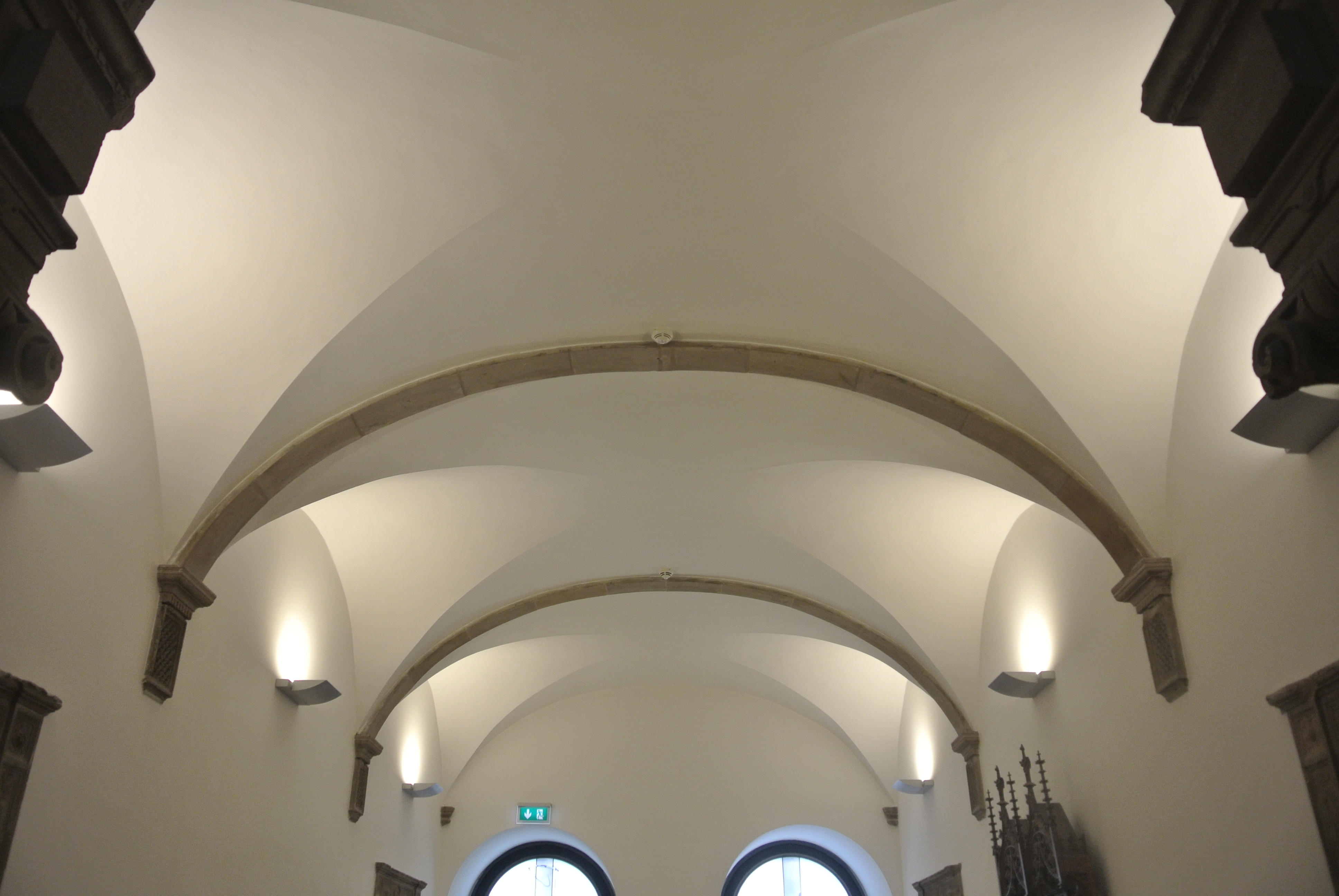
Kreuzgratgewölbe mit Gurtbögen im Innenraum

Im Innenraum sind neben dem repräsentativen Eingangsbereich mit seinen Säulen und Kapitellen und der Treppe mit dem markant ornamental verzierten Eisengeländer vor allem die sieben, mit quadratischen und länglichen Feldern gerahmten Neorenaissance-Türgewände auffällig, welche bei der Restaurierung im 19. Jahrhundert eingesetzt wurden. Der Keller des historischen Rathauses gliedert sich in Ost- und Westteil: Der Ostteil stammt noch aus Zeiten des spätmittelalterlichen Vorgängerbaus. Ihn überspannen zwei parallele Tonnengewölbe. Eine von diesen wurde in Räume unterteilt, die andere dient – noch offen – als Gastraum. Der Westteil des Kellers stammt aus der Erbauungszeit (wahrscheinlich 1613/14). Diesen Teil bilden sechs von Freipfeilern getragene Kreuzgratgewölbe mit Gurtbögen. Dieser Typus von Gewölbedecken findet sich auch im oberirdischen Teil des Hauses mehrfach wieder.  Der Ostteil des Kellers ist offen angelegt und wird als Halle genutzt.
Durch Gestaltung und Lage prägt das Rathaus das Stadtbild des Paderborner Innenstadtbereichs erheblich und gilt als eines der Wahrzeichen der Stadt mit hohem Identifikationsfaktor für die Paderborner. Quellen heben außerdem die Stellvertreterposition hervor, welche das Gebäude für den renaissancezeitlichen Rathausbau im norddeutschen Raum hat.

## Trivia
Beim ZDF-Wettbewerb „Unsere Besten – Lieblingsorte der Deutschen“ belegte das Rathaus Platz 5. Weiterhin wird das Rathaus im Film Scharfe Sachen für Monsieur (1965) als einer der Höhepunkte einer Europareise genannt.